# Taras Rad
Taras Rad (* 20. November 1999) ist ein ukrainischer Behindertensportler im Bereich des nordischen Skisports. Er gab sein paralympisches Debüt im Alter von 18 Jahren bei den Winter-Paralympics 2018 und tritt im Skilanglauf und Biathlon an.

## Leben
Taras Rad erlitt im Alter von 14 Jahren eine Beinverletzung, wurde aber von den Ärzten nicht richtig behandelt. Später musste sein Bein amputiert werden  um zu überleben.

## Karriere
Taras Rad begann im Alter von 14 Jahren mit dem nordischen Para-Skilauf. Bei den Nordischen Para-Weltmeisterschaften 2017 in Finsterau, Deutschland, gewann er drei Silbermedaillen. Bei den Weltmeisterschaften 2019 in Prince George, Kanada, errang er drei Goldmedaillen, einmal Silber und zweimal Bronze. Die Weltmeisterschaften 2021 beendete er mit je einmal Gold, Silber und Bronze. Bei den Winter-Paralympics 2022 in Peking, China, gewann er im Biathlon die Silbermedaille über sechs Kilometer und die Bronzemedaille über zehn Kilometer. Bei den Weltmeisterschaften 2023 in Östersund gewann er Gold, zweimal Silber und einmal Bronze.